# 南开大学外国语学院
南开大学外国语学院，成立于1997年10月，前身为1919年10月成立的私立南开大学文学院英文系，现任院长为李兵教授。社会活动家、翻译家林丽韫教授为名誉院长。

## 系所建制
南开大学外国语学院现设英语语言文学系、日语语言文学系、西方语言文学系（俄语、法语、德语、西班牙语）、翻译系和公共英语教学部等4系1部；翻译研究中心、英美文学研究中心、日本文学研究中心、俄罗斯文学研究中心、南开大学翻译硕士专业学位（MTI）教育中心、南开大学外语考试中心等6个中心；南开大学外国语言文学学科博士后流动站与南开大学语言研究所。